# Liste der Stolpersteine im Kölner Stadtteil Mülheim
Die Liste der Stolpersteine im Kölner Stadtteil Mülheim führt die vom Künstler Gunter Demnig verlegten Stolpersteine im Kölner Stadtteil Mülheim auf.
Die Liste der Stolpersteine beruht auf den Daten und Recherchen des NS-Dokumentationszentrums der Stadt Köln, zum Teil ergänzt um Informationen und Anmerkungen aus Wikipedia-Artikeln und externen Quellen. Ziel des Kunstprojektes ist es, biografische Details zu den Personen, die ihren (letzten) freiwillig gewählten Wohnsitz in Köln hatten, zu dokumentieren, um damit ihr Andenken zu bewahren.
Anmerkung: Vielfach ist es nicht mehr möglich, eine lückenlose Darstellung ihres Lebens und ihres Leidensweges nachzuvollziehen. Insbesondere die Umstände ihres Todes können vielfach nicht mehr recherchiert werden. Offizielle Todesfallanzeigen aus den Ghettos, Haft-, Krankenanstalten sowie den Konzentrationslagern können oft Angaben enthalten, die die wahren Umstände des Todes verschleiern, werden aber unter der Beachtung dieses Umstandes mitdokumentiert.
Die Koordinaten können im Einzelfall abweichend sein.
| Bild                                                             | Name sowie Details zur Inschrift | Adresse                                                       | Zusätzliche Informationen |
| ---------------------------------------------------------------- | --- | ------------------------------------------------------------- | --- |
| Stolperstein für Rosa Benedik (Berliner Straße 104)              | Hier wohnte Rosa Benedik, geb. Podchlibnik (Jahrgang 1869) Flucht 1935 Palästina                                                                                     | Berliner Str. 104 (Standort)                                  | Der am 26. September 2019 verlegte Stolperstein erinnert an Rosa Benedik (geb. Podchlibnik), geboren am 5. Oktober 1869. Rosa Podchlibnik war die Ehefrau von Salomon Benedik. Kurz nach der Geburt der ersten Tochter Fajga, 1904, übersiedelte die Familie aus Poddębice (Polen) nach Köln-Mülheim. Hier wurden weitere sechs Kinder geboren. 1935 emigrierten Rosa und Salomon Benedik gemeinsam mit fünf ihrer Kinder nach Palästina. Sohn Martin Benedik emigrierte 1938 in die USA. Tochter Fajga wurde mit ihrem Ehemann Berthold, 1943 in das Vernichtungslager Sobibor deportiert und dort ermordet. |
| Stolperstein für Salomon Benedik (Berliner Straße 104)           | Hier wohnte Salomon Benedik (Jahrgang 1875) Flucht 1935 Palästina | Berliner Str. 104 (Standort)                                  | Der am 26. September 2019 verlegte Stolperstein erinnert an Salomon Benedik, geboren am 23. August 1875 in Topola, Polen. Salomon Benedik war der Ehemann von Rosa Podchlibnik. Kurz nach der Geburt der ersten Tochter Fajga, 1904, übersiedelte die Familie aus Poddębice (Polen) nach Köln-Mülheim. Hier wurden weitere sechs Kinder geboren. 1935 emigrierten Rosa und Salomon Benedik gemeinsam mit fünf ihrer Kinder nach Palästina. Sohn Martin Benedik emigrierte 1938 in die USA. Tochter Fajga wurde mit ihrem Ehemann Berthold, 1943 in das Vernichtungslager Sobibor deportiert und dort ermordet. |
| Stolperstein für Salomon Cahn (Graf-Adolf-Straße 14)             | Hier wohnte Salomon Cahn (Jahrgang 1881) Deportiert Ziel unbekannt Für tot erklärt                                                                                   | Graf-Adolf-Str. 14 (Standort)                                 | |
| Stolperstein für Friedrich David (Dünnwalder Straße 25)          | Hier wohnte Friedrich David (Jahrgang 1889) Deportiert 1941 Łódź / Litzmannstadt Ermordet Mai 1942 Chelmno / Kulmhof                                                 | Dünnwalder Straße 25/27 (Standort)                            | Der am 11. April 2016 verlegte Stolperstein erinnert an Friedrich David, geboren am 28. November 1889 in Mülheim (heute Köln-Mülheim). Der Versandleiter Friedrich David wurde am 22. Oktober 1941 mit dem 8. Transport in das Ghetto Litzmannstadt deportiert. Von dort aus wurde er im Mai 1942 in das Vernichtungslager Kulmhof verbracht, dort verliert sich seine Spur... |
| Stolperstein für Gertrud David (Dünnwalder Straße 25)            | Hier wohnte Gertrud David, geb. Stevens Gedemütigt / Entrechtet Schicksal unbekannt                                                                                  | Dünnwalder Straße 25/27 (Standort)                            | Der am 11. April 2016 verlegte Stolperstein erinnert an Gertrud David. |
| Stolperstein für Josef David (Dünnwalder Straße 25)              | Hier wohnte Josef David (Jahrgang 1882) Berufsverbot Unfreiwillig verzogen 1943 Berlin Deportiert Auschwitz Befreit                                                  | Dünnwalder Straße 25/27 (Standort)                            | Der am 11. April 2016 verlegte Stolperstein erinnert an Josef David, geboren 1882. |
| Stolperstein für Walter A. Heymann (Rhodiusstraße 7)             | Hier wohnte Walter A. Heymann (Jahrgang 1904) Deportiert Auschwitz Für tot erklärt                                                                                   | Rhodiusstr. 7 (Standort)                                      | |
| Stolperstein für Selma Hochbrück (Berliner Straße 48)            | Hier wohnte Selma Hochbrück, geb. Schnog (Jahrgang 1903) Deportiert 1942 Theresienstadt Auschwitz Verschollen                                                        | Berliner Str. 48 (Standort)                                   | |
| Stolperstein Kfür Ernst Jacob (Graf-Adolf-Straße 61)             | Hier wohnte Ernst Jacob (Jahrgang 1898) Deportiert 1941 Riga Für tot erklärt                                                                                         | Graf-Adolf-Str. 61 (Standort)                                 | |
| Stolperstein für Otto Kabot (Formesstraße 19)                    | Hier wohnte Otto Kabot (Jahrgang 1916) Zeuge Jehovas Verhaftet 7. Juni 1935 KZ Esterwegen Sterilisiert/Gefoltert Überlebt                                            | Formesstr. 19 (Standort)                                      | Der Stolperstein erinnert an Otto Kabot, geboren am 28. Juli 1916 in Köln-Mülheim. Der Arbeiter Otto Kabot wurde als Zeugen Jehovas mehrfach verhaftet und verurteilt. 1934 verurteilte ihn das Amtsgericht Köln-Mülheim weil er keinen „Gewerbeschein für die Verbreitung der Bibel“ besaß. 1935 verurteilte ihn das Sondergericht Köln wegen „Verbreitung des Königreiches Gottes“ zu 6 Monaten Lagerhaft im Emslandlager KZ Esterwegen. 1938 wurde er wegen „Verdachts illegale Schriften zu verbreiten“ erneut verurteilt. Otto Kabot überlebte trotz Folterungen und Sterilisation. |
| Stolperstein für Else Kadenbach (Keupstr. 49)                    | Hier wohnte Else Kadenbach verh. Picot (Jahrgang 1915) Interniert 1944 Müngersdorf Mehrere Arbeitslager Befreit 1945 Kassel                                          | Keupstr. 49 (Standort)                                        | Der Stolperstein erinnert an Else Kadenbach, geboren am 28. Juli 1916 in Köln-Mülheim. Sie galt in der Ideologie der Nationalsozialisten als „jüdischer Mischling ersten Grades“. Ihre Mutter Anna Kadenbach war katholisch, ihr Vater Arthur Neumann jüdisch. Sie wurde katholisch getauft und erzogen. 1930 begann sie in der Delikatessenhandlung Rettberg eine Ausbildung als Verkäuferin. Als das Geschäft 1933 geschlossen wurde, fand sie eine Stelle als Fabrikarbeiterin im Carlswerk. 1937 brachte sie ihren ersten Sohn Manfred zur Welt, den sie allein aufzog. Drei Jahre später wurde ihr zweiter Sohn Kurt Michael geboren. Dessen Vater wollte sie heiraten, doch wurde die Heirat mit dem „deutschblütigen Mann“ von den Behörden verboten. Am 15. September 1944 wurde sie in der Wohnung ihrer Eltern verhaftet und in das Deportationslager Köln-Müngersdorf transportiert. Von dort aus wurde sie in ein Lager in Kassel-Lichtenau verschleppt und musste Zwangsarbeit in den Henschel Flugzeug-Werken leisten. Nachdem die Gestapo die Fabrik Anfang April 1945 verlassen hatte, sei sie per Anhalter nach Köln zurückgekehrt, schrieb Else Kadenbach später in einer Eidesstattlichen Erklärung. Kurz nach der Befreiung des rechtsrheinischen Köln durch die Amerikaner Mitte April verließ sie gemeinsam mit ihrem französischen Freund Jean-Louis Picot Deutschland und zog mit ihm nach Paris. Das Paar hatte sich im Carlswerk kennengelernt, wo Picot als Zwangsarbeiter eingesetzt war. Sie heirateten 1946 und bekamen drei Kinder. Ihre Tochte Rosaline Picot recherchierte das Leben der Mutter erst nach dem Tod von Else Kadenbach. Ihre Mutter habe nie von ihren Erfahrungen gesprochen, nur darüber geschrieben. Der Stolperstein wurde am 4. November 2024 verlegt. |
| Stolperstein für Josef Katz (Bachstraße 13)                      | Hier wohnte Josef Katz (Jahrgang 1914) Deportiert 1941 Ermordet in Theresienstadt                                                                                    | Bachstr. 13 (Standort)                                        | |
| Stolperstein für Margot Kleinmann (Berliner Straße 19)           | Hier wohnte Margot Kleinmann (Jahrgang 1930) Deportiert Ziel unbekannt Für tot erklärt                                                                               | Berliner Str. 19 (Standort)                                   | |
| Stolperstein für Rosa Kleinmann (Berliner Straße 19)             | Hier wohnte Rosa Kleinmann, geb. Sonnenblick (Jahrgang 1907) Deportiert Ziel unbekannt Für tot erklärt                                                               | Berliner Str. 19 (Standort)                                   | |
| Stolperstein für Siegmund Kleinmann (Berliner Straße 19)         | Hier wohnte Siegmund Kleinmann (Jahrgang 1902) Deportiert Ziel unbekannt Für tot erklärt                                                                             | Berliner Straße 19 (Standort)                                 | |
| Stolperstein für Levruvre Lasch (Merkerhofstraße 7)              | Hier wohnte Levruvre Lasch, geb. Hofmann (Jahrgang 1880) Deportiert 1941 Łódź Verschollen                                                                            | Merkerhofstr. 7 (Standort)                                    | Nach neueren Informationen, welche zum Zeitpunkt der Stolpersteinverlegung nicht bekannt waren, wurde Levruvre Lasch im Mai 1942 von Litzmannstadt (Łódź) nach Kulmhof deportiert und dort ermordet. |
| Stolperstein für Margarete Levenbach (Elisabeth-Breuer-Straße 1) | Hier wohnte Margarete Levenbach, geb. Salomon (Jahrgang 1890) Deportiert 1941 Łódź Auschwitz Für tot erklärt                                                         | Elisabeth-Breuer-Str. 1 (Standort)                            | Nach neueren Informationen, welche zum Zeitpunkt der Stolpersteinverlegung nicht bekannt waren, wurde Margarethe Levenbach im Mai 1942 von Litzmannstadt (Łódź) nach Kulmhof deportiert und dort ermordet. |
| Stolperstein für Salomon Levenbach (Elisabeth-Breuer-Straße 1)   | Hier wohnte Salomon Levenbach (Jahrgang 1880) Deportiert 1941 Łódź Auschwitz Für tot erklärt                                                                         | Elisabeth-Breuer-Str. 1 (Standort)                            | Nach neueren Informationen, welche zum Zeitpunkt der Stolpersteinverlegung nicht bekannt waren, wurde Salomon Levenbach im Mai 1942 von Litzmannstadt (Łódź) nach Kulmhof deportiert und dort ermordet. |
| Stolperstein für Salomon Levenbach (Frankfurter Straße 56)       | Hier wohnte Salomon Levenbach (Jahrgang 1880) Deportiert 1941 Łódź Auschwitz Für tot erklärt                                                                         | Frankfurter Str. 56 (Standort)                                | Nach neueren Informationen, welche zum Zeitpunkt der Stolpersteinverlegung nicht bekannt waren, wurde Salomon Levenbach im Mai 1942 von Litzmannstadt (Łódź) nach Kulmhof deportiert und dort ermordet. |
| Stolperstein für Max Marchand (Frankfurter Straße 10)            | Hier wohnte Max Marchand (Jahrgang 1881) Deportiert 1941 Riga Tod am 19. März 1943                                                                                   | Frankfurter Str. 10 (Standort)                                | |
| Stolperstein für Fanny Markowitz (Keupstraße 48)                 | Hier wohnte Fanny Markowitz (Jahrgang 1897) Deportiert Auschwitz Für tot erklärt                                                                                     | Keupstr. 48 (Standort)                                        | |
| Stolperstein für Jakob Isaak Markowitz (Keupstraße 48)           | Hier wohnte Jakob Isaak Markowitz (Jahrgang 1895) Deportiert 1942 Minsk Für tot erklärt                                                                              | Keupstr. 48 (Standort)                                        | |
| Stolperstein für Markus Meyer (Bachstraße 22)                    | Hier wohnte Markus Meyer (Jahrgang 1876) Deportiert 1941 Łódź Für tot erklärt                                                                                        | Bachstr. 22 (Standort)                                        | Nach neueren Informationen, welche zum Zeitpunkt der Stolpersteinverlegung nicht bekannt waren, starb Markus Meyer am 21. Mai 1942 im Ghetto Litzmannstadt (Łódź). siehe auch: Markus Meyer, Mauritiussteinweg 81, Altstadt-Süd |
| Stolperstein für Theresia Meyer (Bachstraße 22)                  | Hier wohnte Theresia Meyer, geb. Baer (Jahrgang 1884) Deportiert 1941 Łódź Für tot erklärt                                                                           | Bachstr. 22 (Standort)                                        | Nach neueren Informationen, welche zum Zeitpunkt der Stolpersteinverlegung nicht bekannt waren, starb Theresia Meyer am 31. Mai 1944 im Ghetto Litzmannstadt (Łódź). siehe auch: Theresia Meyer, Mauritiussteinweg 81, Altstadt-Süd |
| Stolperstein für Berthold Michel (Berliner Straße 104)           | Hier wohnte Berthold Michel (Jahrgang 1895) Flucht 1938 Holland Interniert Westerbork Deportiert 1943 Sobibor Ermordet 23. Juli 1943                                 | Berliner Str. 104 (Standort)                                  | Der am 26. September 2019 verlegte Stolperstein erinnert an Berthold Michel, geboren am 3. Oktober 1895 in Merxheim. Der Pelzhändler Berthold Michel war der Sohn von Bernhard Michel und seiner Frau Elvira, geborene Joseph. Berthold Michel emigrierte 1938 in die Niederlande, dort heiratete er, in Scheveningen, die geschiedene Fajga Benedik. Seit August 1938 lebten sie in Amsterdam. Am 16. Januar 1943 wurden sie im Kamp Vught inhaftiert und am 3. Juli 1943 im Durchgangslager Westerbork interniert. Am 20. Juli 1943 wurden Fajga und Berthold Michel in das Vernichtungslager Sobibor deportiert. Dort starben sie am 23. Juli 1943. |
| Stolperstein für Fajga Fanny Michel (Berliner Straße 104)        | Hier wohnte Fajga Fanny Michel, geb. Benedik (Jahrgang 1904) Flucht 1938 Holland Interniert Westerbork Deportiert 1943 Sobibor Ermordet 23. Juli 1943                | Berliner Str. 104 (Standort)                                  | Der am 26. September 2019 verlegte Stolperstein erinnert an Fajga Fanny Michel (geb. Benedik), geboren am 26. August 1904 in Poddębice. Fajga (auch Fanny genannt) Michel war das älteste von sieben Kindern des aus Polen stammenden Salomon Benedik und seiner Frau Rosa, geborene Podchlibnik. Kurz nach ihrer Geburt übersiedelte die Familie aus Poddębice nach Köln-Mülheim. Hier wurden ihre weiteren sechs Geschwister geboren. 1935 emigrierten ihre Eltern Benedik gemeinsam mit fünf ihrer Geschwister nach Palästina. Ihr Bruder Martin Benedik emigrierte 1938 in die USA. Fajga Benedik (geschiedene Moos) emigrierte 1938 in die Niederlande, dort heiratete sie, in Scheveningen, den Pelzhändler Berthold Michel. Seit August 1938 lebten sie in Amsterdam. Am 16. Januar 1943 wurden sie im Kamp Vught inhaftiert und am 3. Juli 1943 im Durchgangslager Westerbork interniert. Am 20. Juli 1943 wurden Fajga und Berthold Michel in das Vernichtungslager Sobibor deportiert. Dort starben sie am 23. Juli 1943. |
| Stolperstein für Abraham Mohl (Formesstraße 44)                  | Hier wohnte Abraham Mohl (Jahrgang 1876) Deportiert 1941 Łódź Ermordet Mai 1942 in Kulmhof                                                                           | Formesstr. 44 (Standort)                                      | |
| Stolperstein für Bertha Mohl (Stökerstraße 14)                   | Hier wohnte Bertha Mohl, geb. Stern (Jahrgang 1885) Tot 30. September 1941 in Köln                                                                                   | Stöckerstr. 14 (Standort)                                     | Der Stolperstein erinnert an Bertha Mohl, geboren als Bertha Stern am 19. März 1885 in Bindsachsen. Ihre Eltern, Hermann und Betty Stern geb. Eulau, waren zum Zeitpunkt ihres Todes bereits verstorben. Sie war seit 1913 mit Markus Mohl (s. unten) verheiratet. Bertha Mohl verstarb am 30. September 1941 in Köln, Bonner Straße 33, im Alter von 56 Jahren an Diabetes. |
| Stolperstein für Hanna Mohl (Formesstraße 44)                    | Hier wohnte Hanna Mohl (Jahrgang 1924) Deportiert 1941 Łódź Ermordet Juli 1944                                                                                       | Formesstr. 44 (Standort)                                      | |
| Stolperstein für Heinrich Josef Mohl (Formesstraße 44)           | Hier wohnte Heinrich Josef Mohl (Jahrgang 1920) Deportiert 1941 Łódź Ermordet 26. Mai 1944                                                                           | Formesstr. 44 (Standort)                                      | Nach neueren Informationen, welche zum Zeitpunkt der Stolpersteinverlegung nicht bekannt waren, starb Heinrich Josef Mohl am 26. Mai 1944 im Ghetto Litzmannstadt (Łódź). |
| Stolperstein für Josef Mohl (Stökerstraße 14)                    | Hier wohnte Josef Mohl (Jahrgang 1919) Verhaftet 1939 Erschossen 1941 im Polizeigefängnis Köln                                                                       | Stöckerstr. 14 (Standort)                                     | |
| Stolperstein für Markus Mohl (Stökerstraße 14)                   | Hier wohnte Markus Mohl (Jahrgang 1877) Deportiert 1942 Lublin/Izbica Ermordet Für tot erklärt                                                                       | Stöckerstr. 14 (Standort)                                     | Der Stolperstein erinnert an Markus Mohl. Mohl hatte 1913 Bertha Stern (s. oben) in Büdingen geheiratet. |
| Stolperstein für Martha Mohl (Formesstraße 44)                   | Hier wohnte Martha Mohl (Jahrgang 1927) Deportiert 1941 Łódź Ermordet Mai 1942 in Kulmhof                                                                            | Formesstr. 44 (Standort)                                      | |
| Stolperstein für Rosalie Mohl (Formesstraße 44)l                 | Hier wohnte Rosalie Mohl, geb. Simons (Jahrgang 1893) Deportiert 1941 Łódź Ermordet Mai 1942 in Kulmhof                                                              | Formesstr. 44 (Standort)                                      | |
| Stolperstein für Walter Mohl (Formesstraße 44)                   | Hier wohnte Walter Mohl (Jahrgang 1922) Deportiert 1941 Łódź Ermordet 1942                                                                                           | Formesstr. 44 (Standort)                                      | Nach neueren Informationen, welche zum Zeitpunkt der Stolpersteinverlegung nicht bekannt waren, starb Walter Mohl am 22. Oktober 1942 im Ghetto Litzmannstadt (Łódź). |
| Stolperstein für Sophie Moses (Steinkopfstraße 7)                | Hier wohnte Sophie Moses, geb. Wolff-Sternberg (Jahrgang 1863) Deportiert Ziel unbekannt Für tot erklärt                                                             | Steinkopfstr. 7 (Standort)                                    | |
| Stolperstein für ein Romm (Mülheimer Freiheit 94)                | Hier wohnte ein Romm (Jahrgang 1918) Ermordet am 26. Juli 1944 in Auschwitz                                                                                          | Mülheimer Freiheit 94 (Standort)                              | Verfolgt als Roma |
| Stolperstein für ein Romm (Mülheimer Freiheit 94)                | Hier wohnte ein Romm (Jahrgang 1913) Ermordet am 27. Juli 1943 in Auschwitz                                                                                          | Mülheimer Freiheit 94 (Standort)                              | Verfolgt als Roma |
| Stolperstein für eine Rommni (Mülheimer Freiheit 94)             | Hier wohnte eine Rommni (Jahrgang 1920) Ermordet am 18. September 1943 in Auschwitz                                                                                  | Mülheimer Freiheit 94 (Standort)                              | Verfolgt als Roma |
| Stolperstein für eine Rommni (Mülheimer Freiheit 94)             | Hier wohnte eine Rommni (Jahrgang 1940) Ermordet in Auschwitz | Mülheimer Freiheit 94 (Standort)                              | Verfolgt als Roma |
| Stolperstein für Jettchen Rosenberg (Mülheimer Freiheit 8)       | Hier wohnte Jettchen Rosenberg, geb. Janowski (Jahrgang 1871) Deportiert Ziel unbekannt Für tot erklärt                                                              | Mülheimer Freiheit 8 (Standort)                               | |
| Stolperstein für Fritz Rubinstein (Steinkopfstraße 62)           | Hier wohnte Fritz Rubinstein (Jahrgang 1905) Verhaftet Sachsenhausen Ermordet Für tot erklärt                                                                        | Steinkopfstr. 62 (Standort)                                   | |
| Stolperstein für Paula Rubinstein (Steinkopfstraße 62)           | Hier wohnte Paula Rubinstein, geb. Silberstein (Jahrgang 1876) Deportiert 1941 Łódź Für tot erklärt                                                                  | Steinkopfstr. 62 (Standort)                                   | Nach neueren Informationen, welche zum Zeitpunkt der Stolpersteinverlegung nicht bekannt waren, wurde Paula Rubinstein im Mai 1942 von Litzmannstadt (Łódź) nach Kulmhof deportiert und dort ermordet. |
| Stolperstein für Ludwig Schetter (Windmühlenstraße 37)           | Hier wohnte Ludwig Schetter (Jahrgang 1884) Zeuge Jehovas Verhaftet 20. August 1938 KZ Sachsenhausen Tot 3. April 1939                                               | Windmühlenstr. 37 (Standort) (Hausnummer nicht mehr existent) | Der Stolperstein erinnert an Ludwig Schetter, geboren am 19. Oktober 1884 in Köln. Ludwig Schetter war verheiratet und bei den Humboldt-Werken in Köln-Kalk beschäftigt. Seit 1922 war er mit der Internationalen Bibelforscher-Vereinigung in Kontakt und ist 1928 aus der katholischen Kirche ausgetreten. 1933 erhielt Ludwig Schetter in einer Privatwohnung die Volltaufe als Bibelforscher. Er verweigerte den Hitlergruß, beteiligte sich an Zusammenkünften der Bibelforscher und an der Verteilung von Druckschriften. Ludwig Schetter besaß seit 1931 den Missions-Ausweis der Wachtturm Bibel- und Traktat-Gesellschaft, Magdeburg. Ludwig Schetter wurde denunziert 1938 nicht zur Wahl gegangen zu sein. Am 20. August 1938 wurde er polizeilich festgenommen und vom Sondergericht Köln zu einer Haftstrafe, vom 18. November 1938 bis zum 17. August 1939, im Kölner Gefängnis Klingelpütz verurteilt. Er war bereits wegen Bibelmission vorbestraft. Ludwig Schetter starb am 4. April 1939 im KZ Sachsenhausen. Seine Häftlingsnummer lautete 1753. |
| Stolperstein für Hermann Heinz Schild (Wallstraße 43)            | Hier wohnte Hermann Heinz Schild (Jahrgang 1885) Deportiert 1941 Riga Für tot erklärt                                                                                | Wallstr. 43 (Standort) (Hausnummer nicht mehr existent)       | |
| Stolperstein für Hetti Schild (Wallstraße 43)                    | Hier wohnte Hetti Schild, geb. Neugarten (Jahrgang 1887) Deportiert 1941 Riga Ermordet                                                                               | Wallstr. 43 (Standort) (Hausnummer nicht mehr existent)       | |
| Stolperstein für Wilhelm Simon (Flensburger Straße 4)            | Hier wohnte Wilhelm Simon (Jahrgang 1888) Deportiert 1942 Theresienstadt Tod am 29. Juni 1942                                                                        | Flensburger Str. 4 (Standort)                                 | |
| Stolperstein für eine Sinteza (Hacketäuerstraße 66)              | Hier wohnte eine Sinteza (Jahrgang 1932) Deportiert am 21. Mai 1940                                                                                                  | Hacketäuerstr. 66 (Standort)                                  | Verfolgt als Sinti Steinnummer 82 Schreibfehler auf dem Stein "deportirt" statt "deportiert" |
| Stolperstein für eine Sinteza (Kohlplatz 2)                      | Hier wohnte eine Sinteza (Jahrgang 1911) Deportiert am 21. Mai 1940                                                                                                  | Kohlplatz 2 (Standort)                                        | Steinnummer 132 Verfolgt als Sinti |
| Stolperstein für eine Sinteza (Hacketäuerstraße 66)              | Hier wohnte eine Sinteza (Jahrgang 1903) Deportiert am 21. Mai 1940                                                                                                  | Hacketäuerstr. 66 (Standort)                                  | Verfolgt als Sinti Steinnummer 95 |
| Stolperstein für eine Sinteza (Hacketäuerstraße 66)              | Hier wohnte eine Sinteza (Jahrgang 1907) Deportiert am 21. Mai 1940                                                                                                  | Hacketäuerstr. 66 (Standort)                                  | Verfolgt als Sinti Steinnummer 80 |
| Stolperstein für ein Sinto (Hacketäuerstraße 66)                 | Hier wohnte ein Sinto (Jahrgang 1926) Deportiert am 21. Mai 1940 | Hacketäuerstr. 66 (Standort)                                  | Verfolgt als Sinti Steinnummer 88 Schreibfehler auf dem Stein "depotiert" statt "deportiert" |
| Stolperstein für ein Sinto (Kohlplatz 2)                         | Hier wohnte ein Sinto (Jahrgang 1917) Deportiert am 21. Mai 1940 | Kohlplatz 2 (Standort)                                        | Steinnummer 122 Verfolgt als Sinti |
| Stolperstein für ein Sinto (Hacketäuerstraße 66)                 | Hier wohnte ein Sinto (Jahrgang 1896) Deportiert am 21. Mai 1940 | Hacketäuerstr. 66 (Standort)                                  | Verfolgt als Sinti Steinnummer 79 |
| Stolperstein für Dr. Viktor Speier-Holstein (Regentenstraße 19)  | Hier wohnte Dr. Viktor Speier-Holstein (Jahrgang 1890) Deportiert Für tot erklärt                                                                                    | Regentenstr. 19 (Standort)                                    | Dr. Speier-Holstein war als Mediziner tätig und bei jüdische und nicht-jüdischen Patienten gleichermaßen beliebt. Er wurde nach den Novemberpogromen 1938 verhaftetet und kehrte nicht mehr zurück. Seine Fraue Helene Speier-Holsten (geb. Mohl), starb am 15. April 1942 im jüdischen Krankenhaus in Ehrenfeld. In ihrer Sterbeurkunde ist als letzter Wohnort Köln-Müngersdorf, Fort 5 angegeben. Ihre Beisetzung im April 1942 war die letzte auf dem Jüdischen Friedhof Köln-Mülheim. Ihre weiteren Angehörigen waren bereits in die Vernichtungslager deportiert oder standen kurz vor der Deportation. |
| Stolperstein für Edith Speier-Holstein (Regentenstraße 19)       | Hier wohnte Edith Speier-Holstein (Jahrgang 1923) Deportiert Für tot erklärt                                                                                         | Regentenstr. 19 (Standort)                                    | Sie war eine Tochter von Helene und Viktor Speier-Holstein. |
| Stolperstein für Ruth Speier-Holstein (Regentenstraße 19)        | Hier wohnte Ruth Speier-Holstein (Jahrgang 1920) Flucht Holland Interniert Westerbork Deportiert Sobibor Sie war eine Tochter von Helene und Viktor Speier-Holstein. | Regentenstr. 19 (Standort)                                    | |
| Stolperstein für Berta Spiegel (Buchheimer Straße 6)             | Hier wohnte Berta Spiegel, geb. Scheuer (Jahrgang 1879) Deportiert Theresienstadt Tod 16. Februar 1942                                                               | Buchheimer Str. 6 (Standort)                                  | |
| Stolperstein für Josef Spiegel (Buchheimer Straße 6)             | Hier wohnte Josef Spiegel (Jahrgang 1858) Deportiert Theresienstadt Tod 7. August 1942                                                                               | Buchheimer Str. 6 (Standort)                                  | |
| Stolperstein für Paul Spiegel (Buchheimer Straße 6)              | Hier wohnte Paul Spiegel (Jahrgang 1892) Deportiert Auschwitz Ermordet                                                                                               | Buchheimer Str. 6 (Standort)                                  | |
| Stolperstein für Jeanette Wolff (Windmühlenstraße 127)           | Hier wohnte Jeanette Wolff, geb. Mohl (Jahrgang 1873) Deportiert 1942 Izbica Ermordet                                                                                | Windmühlenstr. 127 (Standort)                                 | |

## Quelle
- NS-Dokumentationszentrum – Stolpersteine | Erinnerungsmale für die Opfer des Nationalsozialismus (Stadtteilliste Mülheim)